# Đại học Umeå

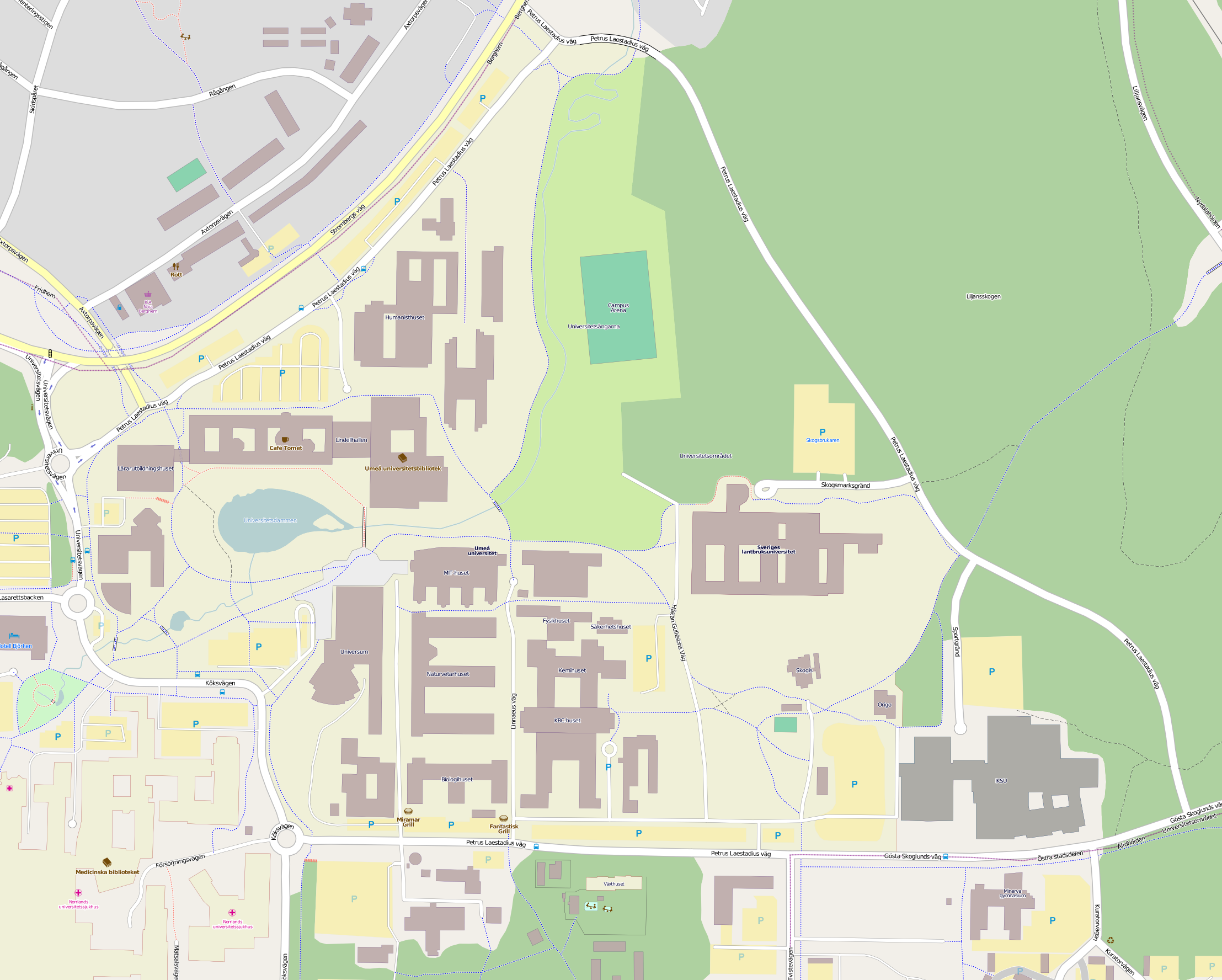
Map of Umeå University, from OpenStreetMap.

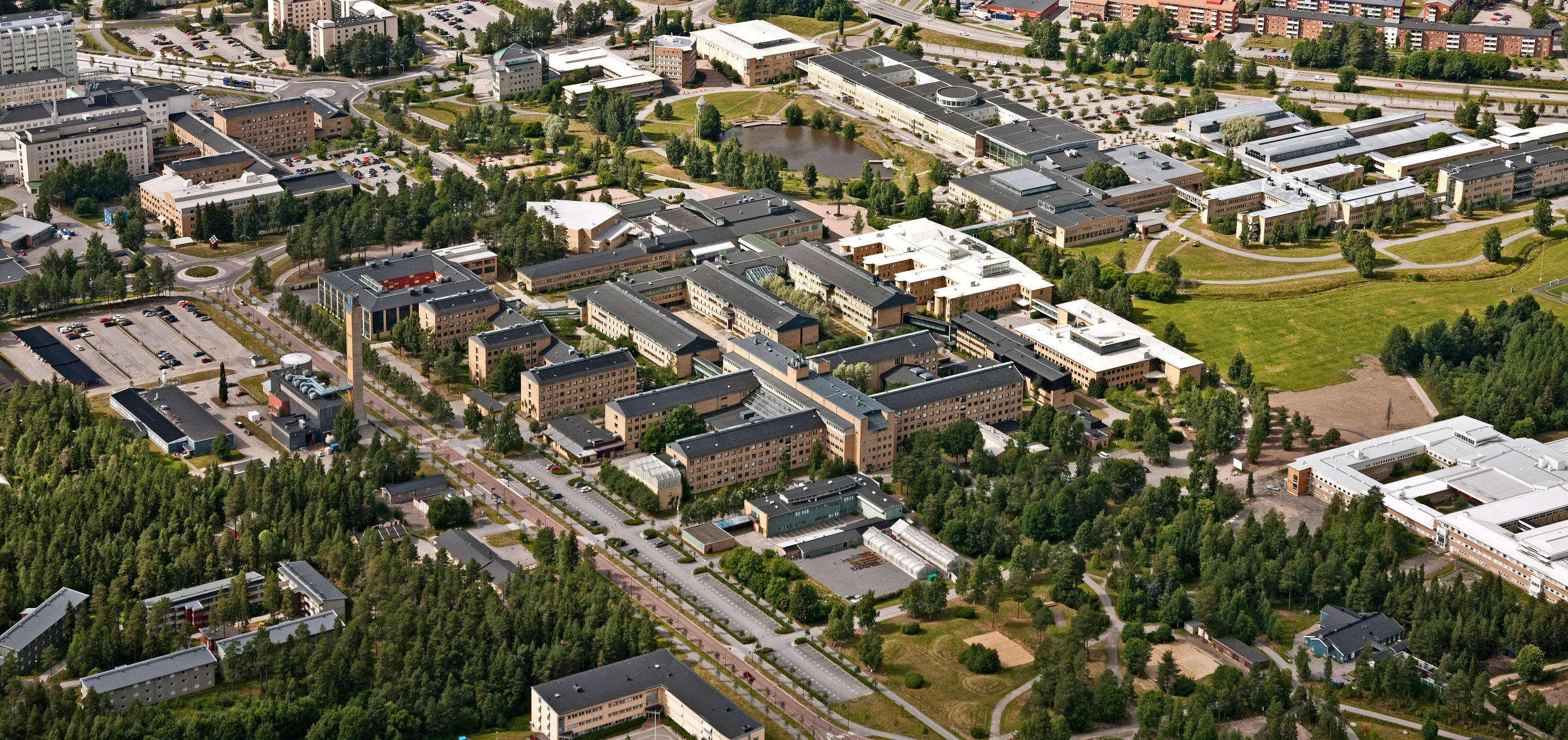
Đại học Umeå nhìn trên cao với Bệnh viện Đại học Umeå phí trên bên trái và Swedish University of Agricultural Sciences phía dưới bên phải. Ảnh: Bergslagsbild

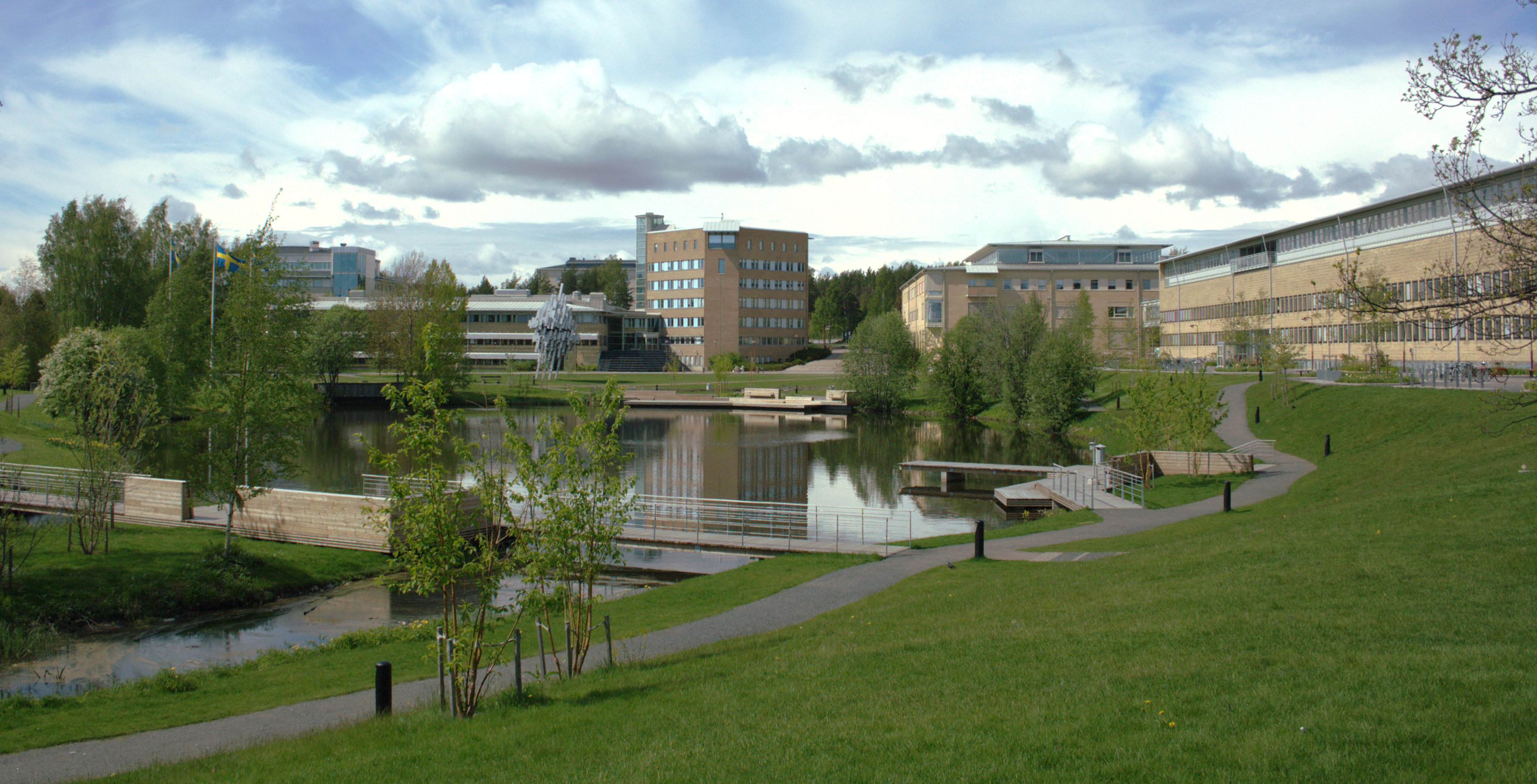
Khuôn viên Đại học Umeå

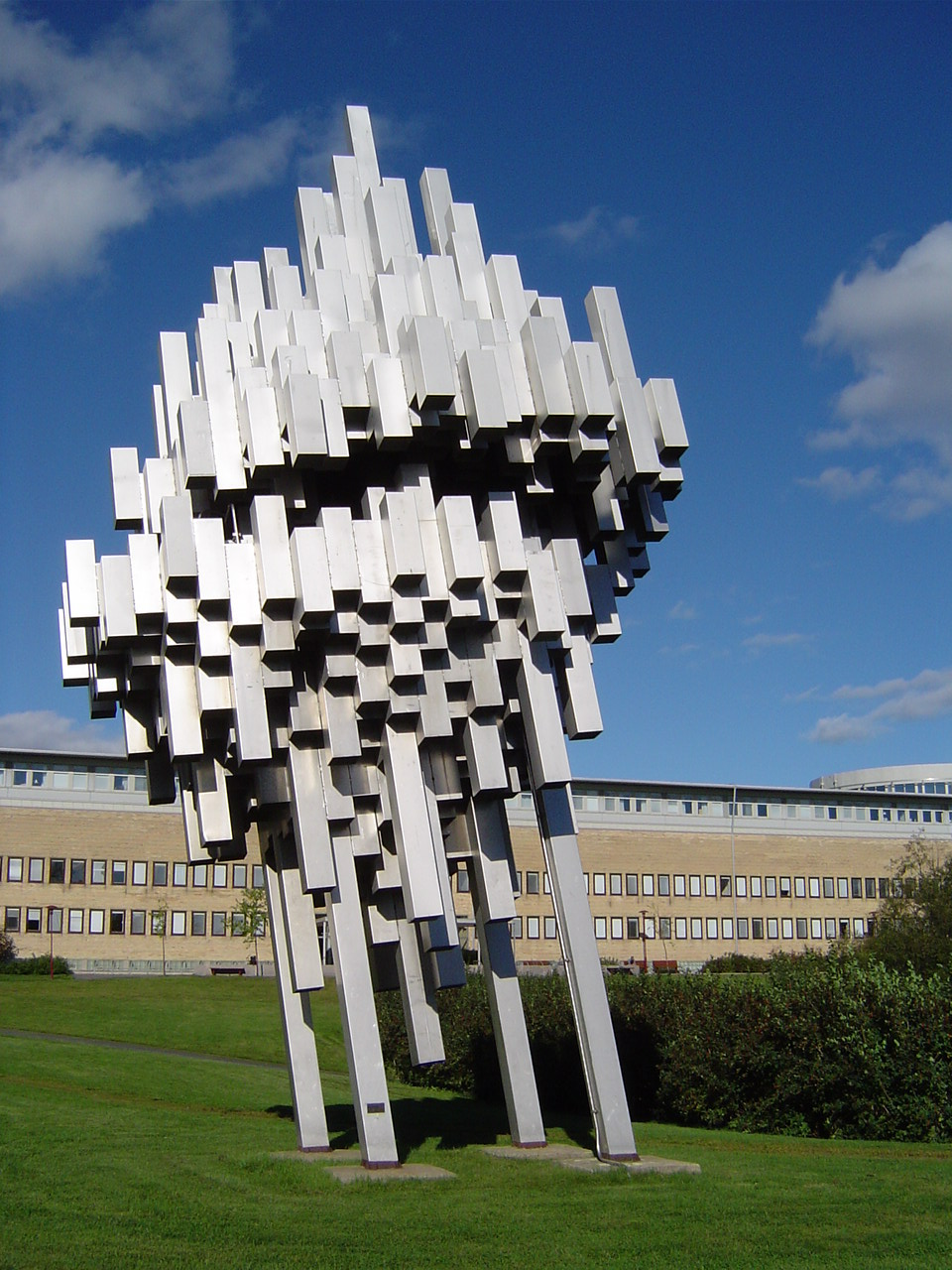
Norra skenet. Tác phẩm của Ernst Nordin

Đại học Umeå (tiếng Thụy Điển: Umeå universitet) là một trường đại học ở Umeå ở khu vực giữa phía bắc của Thụy Điển. Trường đại học này được thành lập năm 1965 và là trường đại học lâu đời thứ năm trong biên giới hiện tại Thụy Điển. 
Tính đến năm 2013, Đại học Umeå có hơn 32.000 sinh viên đăng ký (khoảng 16.000 sinh viên toàn thời gian), bao gồm cả những người ở trình độ sau đại học và tiến sĩ. Trường có hơn 4.000 cán bộ công nhân viên, một nửa trong số đó là giảng viên/nhà nghiên cứu, 368 vị là giáo sư.
Về quốc tế, trường đại học này nổi tiếng về nghiên cứu liên quan đến bộ gen của cây Populus và thông Na Uy, và Viện Thiết kế (công nghiệp) của nó được xếp hạng cao.